# Weberocereus frohningiorum
Weberocereus frohningiorum Ralf Bauer es una especie de planta fanerógama de la familia Cactaceae. 

## Distribución
Es endémica de Costa Rica. Es una especie muy rara en la vida silvestre.

## Descripción
Es una planta  perenne carnosa  con tallos de color verde armadas de espinos,  y con las flores de color blanco.